# 평행화 가능 다양체
미분위상수학에서 평행화 가능 다양체(平行化可能多樣體, 영어: parallelizable manifold)는 그 접다발이 자명한 매끄러운 다양체이다.

## 정의
매끄러운 다양체 {\displaystyle M}에 대하여, 다음 조건들이 서로 동치이며, 이를 만족시키는 매끄러운 다양체를 평행화 가능 다양체라고 한다.
- 벡터 다발의 동형 사상 {\displaystyle \mathrm {T} M\to M\times \mathbb {R} ^{\dim M}}이 존재한다.
- 벡터 다발의 동형 사상 {\displaystyle \mathrm {T} ^{*}M\to M\times \mathbb {R} ^{\dim M}}이 존재한다.
- 어떤 {\displaystyle \dim M}개의 (매끄러운) 벡터장 {\displaystyle X_{1},\dotsc ,X_{\dim M}\in \Gamma ^{\infty }(\mathrm {T} M)}에 대하여, 임의의 {\displaystyle x\in X}에 대하여 {\displaystyle X_{1}(x),\dotsc ,X_{\dim M}(x)}는 접공간 {\displaystyle \mathrm {T} _{x}M}의 기저를 이룬다.
- 어떤 {\displaystyle \dim M}개의 (매끄러운) 1차 미분 형식 {\displaystyle \alpha _{1},\dotsc ,\alpha _{\dim M}\in \Omega ^{1}(M)}에 대하여, 임의의 {\displaystyle x\in X}에 대하여 {\displaystyle \alpha _{1}(x),\dotsc ,\alpha _{\dim M}(x)}는 공변접공간 {\displaystyle \mathrm {T} _{x}^{*}M}의 기저를 이룬다.

## 성질
평행화 가능 다양체의 경우, 항상 리만 곡률이 0인 리만 계량을 줄 수 있다. 즉, 접다발의 기저를 잡아, 이를 필바인으로 삼으면 이는 평탄한 리만 계량을 정의한다.
모든 평행화 가능 다양체는 가향 다양체이다.

## 연산
임의의 수의 평행화 가능 다양체의 분리합집합은 평행화 가능 다양체이다. 유한 개의 수의 평행화 가능 다양체의 곱공간은 평행화 가능 다양체이다.
평행화 가능 다양체의 열린집합 가운데 부분 다양체인 것은 평행화 가능 다양체이다. (그러나 평행화 가능 다양체의 닫힌집합은 평행화 가능 다양체가 아닐 수 있다.)

## 예

### 초구
초구 {\displaystyle \mathbb {S} ^{n}} 가운데, 평행화 가능 다양체인 것은
{\displaystyle n\in \{0,1,3,7\}}
인 것 밖에 없다. 구체적으로, {\displaystyle \mathbb {K} \in \{\mathbb {R} ,\mathbb {C} ,\mathbb {H} ,\mathbb {O} \}}가 주어졌다고 하자 (실수체, 복소수체, 사원수 대수, 팔원수 대수). 이 경우,
{\displaystyle \mathbb {S} ^{\dim _{\mathbb {R} }\mathbb {K} -1}=\mathbb {S} (\mathbb {K} )=\{x\in \mathbb {K} \colon |x|=1\}}
로 여길 수 있다. 이 초구의 {\displaystyle x=1}에서의 접공간은
{\displaystyle \mathrm {T} _{1}\mathbb {S} (\mathbb {K} )=\operatorname {Im} \mathbb {K} =\{x\in \mathbb {K} \colon {\bar {x}}=-x\}}
이며, 임의의 {\displaystyle x}에서의 접공간은
{\displaystyle \mathrm {T} _{x}\mathbb {S} (\mathbb {K} )=x(\operatorname {Im} \mathbb {K} )=(\operatorname {Im} \mathbb {K} ){\bar {x}}}
의 꼴이다.

### 리 군
모든 리 군은 평행화 가능 다양체이다. 구체적으로, 공변접다발의 {\displaystyle n}개의 단면들은 마우러-카르탕 형식에 의하여 주어진다. 특히, 원환면은 리 군 {\displaystyle \operatorname {U} (1)^{n}}의 구조를 가지므로, 항상 평행화 가능 다양체이다.

### 낮은 차원의 다양체
모든 가향 3차원 매끄러운 다양체는 평행화 가능 다양체이다.
2차원 연결 콤팩트 매끄러운 다양체 가운데 평행화 가능 다양체인 것은 원환면 {\displaystyle \mathbb {S} ^{1}\times \mathbb {S} ^{1}} 밖에 없다.
모든 0차원 또는 1차원 매끄러운 다양체는 평행화 가능 다양체이다.

## 같이 보기
- 틀다발
- 주다발